# Monte Kitanglad
O Monte Kitanglad é um vulcão inactivo localizado na Cordilheira de Kitanglad, na província de Bukidnon, na ilha de Mindanau. É a quarta montanha mais alta das Filipinas e tem uma altura aproximada de 2899 metros. Está localizado entre a cidade de Malaybalay e os municípios de Lantapan, Impasugong, Sumilao e Libona.
O Monte Kitanglad foi proclamado uma área protegida sob a categoria de parque natural através da Proclamação Presidencial 896 de 24 de outubro de 1996. Em 9 de novembro de 2000, o Monte Kitanglad finalmente se tornou uma área protegida completa quando o Congresso aprovou o Ato da República 8978, também conhecido como "Ato da Área Protegida do Monte Kitanglad de 2000".